# هيئة تحرير الشام
هيئة تحرير الشام وتُعرف أحيانًا باسم تنظيم تحرير الشام، هيَ جماعة سلفية جهادية شاركت في الحرب الأهلية السورية. تشكلت المجموعة في 28 كانون الثاني/يناير 2017 من خلال اندماج كل من جبهة فتح الشام (كانت تُعرف بجبهة النصرة سابقًا) وجبهة أنصار الدين ثم جيش السنة ولواء الحق وكذا حركة نور الدين الزنكي. بُعيدَ إعلان التأسيس؛ انضمت مجموعة منَ الجماعات الأخرى للهيئة كما انضمّ لها عددٌ من الأفراد والمُقاتلين من سوريا وخارجها. بالرغم من كل هذا الاندماج فإنّ الهيئة تتكوّن من عناصر في جبهة النُصرة بالخصوص حيث يُسيطر قادة هذه الجبهة المُنحلّة على أبرز المراكز في الهيئة. اتسعت رقعة هذه الهيئة وتضاعفت قوتها حتّى صارت لاعبًا رئيسيًا في النزاع في سوريا خاصّةً بعدما انضمّ لها عناصر من حركة أحرار الشام التي تُعد جماعة سلفية أيضًا لكنها أقلَّ تشددًا من نظيراتها. في الوقت الحالي؛ لا زالَ الكثير من المحللين والإعلاميين يُشيرون إلى الهيئة باسم جبهة النصرة أو حتّى هيئة فتح الشام.
على الرغم من الاندماج وتغيير الاسم وما إلى ذلك من الخُطوات فإنّ بعض الدول لا زالت تُشير إلى الهيئة باعتبارها فرع تنظيم القاعدة في سوريا خاصّة أنها لا زالت تحتضنُ عديد القياديين والشخصيات الذين كان لهم دورٌ مهم في نشرِ فكر تنظيم القاعدة في منطقة الشرق الأوسط وبالخصوص في سوريا والعِراق. ومع ذلك؛ فإنّ هيئة تحرير الشام قد نفت كل هذه المزاعم مرارًا وتكرارًا مصرة على أنها «كيان مستقل وليست امتدادا لتنظيمات أو فصائل سابقة أو حالية». علاوة على ذلك؛ فإنّ بعض الفصائل التي اندمجت لتُشكل الهيئة كانت تتلقى دعمًا من الولايات المتحدة مثلَ حركة نور الدين الزنكي. جديرٌ بالذكر هنا أنّ روسيا –حليفة النظام السوي والتي لعبت دورًا أساسيًا جدًا في بقاء النظام على رأس السلطة– ترى في هيئة تحرير الشام أنها جبهة النصرة الراغبة في تحويل سوريا إلى إمارة إسلامية يديرها تنظيم القاعدة.

## التاريخ

### التشكيل
عمل كلٌ من عبد الله المحيسني، أبو طاهر الحموي وعبد الرزاق المهدي على تشكيل الفريق. وبحلول 28 كانون الثاني/يناير 2017؛ صدرَ بيانٌ رسمي تضمّن تشكيل الهيئة التي شكّلت بدورها وحدات النخبة ثمّ نشرتها في بعض المُدن السورية بما في ذلك إدلب. اشتهرت المجموعة في الداخل السوري كما في الخارج وذلك في وقتٍ وجيز خاصّة بعدما اعتمدت على أساليب الهجمات الانتحاريّة وعمليات الاعتداء على القوات الحُكوميّة. ممّا جاء في بيان تشكيلها:
«فنظرًا لما تمر به الثورة السورية اليوم من مؤامرات تعصف بها واحتراب داخلي يهدد وجودها، وحرصًا منا على جمع الكلمة ورصّ الصف، فنحن الفصائل الموقعة أدناه، نعلن عن حل كل من الفصائل التالية واندماجها اندماجًا كاملًا ضمن كيان جديد تحت مسمى «هيئة تحرير الشام» بقيادة المهندس أبو جابر هاشم الشيخ.»

### توطيد السلطة (2017)

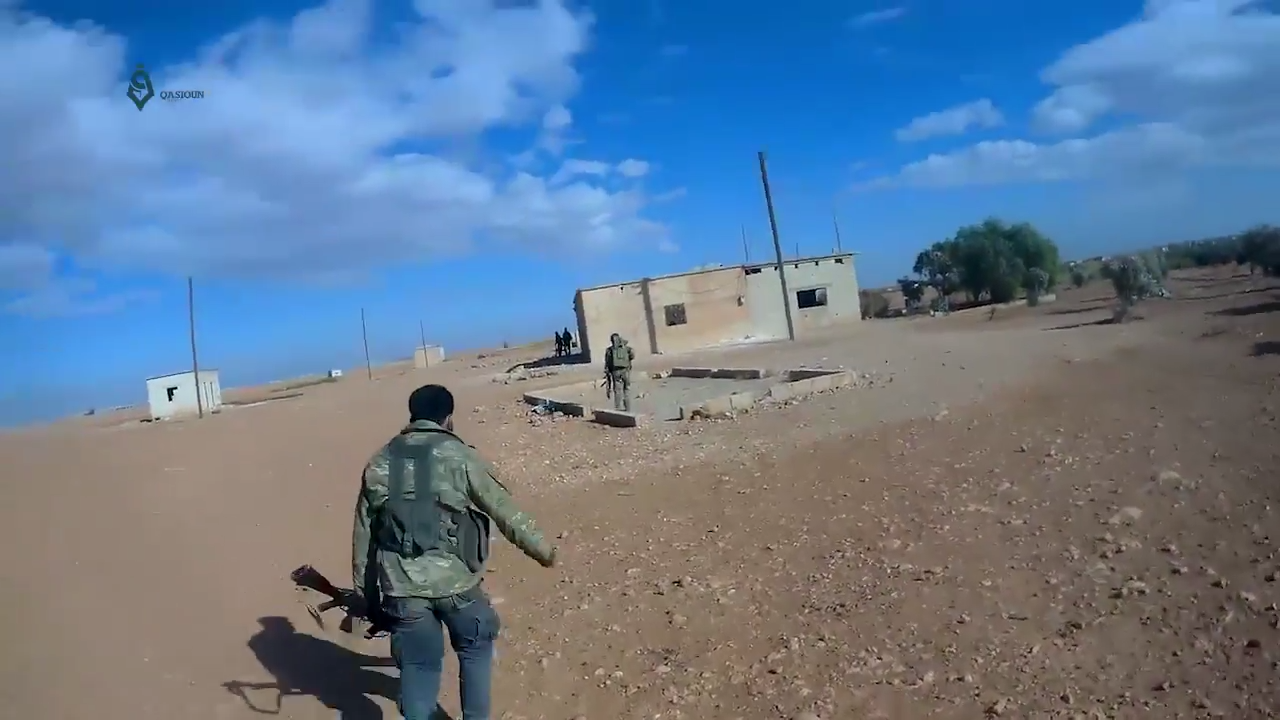
مقاتلي هيئة تحرير الشام في الشمال الشرقي من حماة أثناء حملة شمال غرب سوريا في تشرين الأول/أكتوبر عام 2017.

في 30 يناير/كانون الثاني؛ نقلت بعضُ وكالات الأنباء تقاريرَ تُفيد بأنّ هيئة تحرير الشام تحضر قواتها من أجلِ الاشتباك معَ أحرار الشام في معبر باب الهوى الحدودي وباقي المناطق المجاورة. وردَ في التقارير كذلك نيّة المجموعتين في الدخول في جولة أخرى من الاشتباكات. في 30 كانون الثاني/يناير؛ ذُكر عن وجود حوالي 31,000 مقاتلًا من هيئة تحرير الشام في أكّد المحلل تشارلز ليستر على وجود ما بين 12,000 حتّى 14,000 مقاتلا لا غير. يرى غالبيّة السوريين أنّ الجماعة تُمارس أعمال البلطجة والإرهاب بل إنّ الكثيرين منهم ذهبوا بعيدًا حدّ وضع اسم مُختصر للجماعة مشابه لكلمة داعش وذلك للدلالة على أنّ الهيئة لا تختلفُ كثيرًا عن تنظيم الدولة الإسلامية خاصّةً بعد شنها لعديد الهجمات ضد الثوار كما فعلَ داعش في عام 2014.
عانت هيئة تحرير الشام من الهجمات الجوية لقوات التحالف. في الأول من شباط/فبراير 2017؛ ذكرت وسائل الإعلام الموالية للحكومة السوريّة أن الولايات المتحدة قد أجرت غارة جوية على فندق كارلتون في مدينة إدلب والذي كان مكان تجمع قادة الهيئة. لكن وفي المُقابل فإنّ وسائل إعلام المعارضة قد نفت تقارير سانا وغيرها مُؤكدة على أن الفندق كان يُستخدم من قبل الهلال الأحمر العربي السوري لم تُعلن الولايات المتحدة عن الهجوم ولم تُحدد أهدافه. في نفس اليوم؛ هاجمت شعبة النخبة في الجيش السوري الحر مواقع لتحرير الشام. بعد ذلك بثلاثة أيام؛ استهدفت غارة جويّة أمريكية مقر الهيئة في سرمين مما أسفر عن مقتل 12 من أعضائها وبعض أعضاء جند الأقصى.
لقيت الهيئة مُقاومة شديدة من المدنيين والثورا على حدّ سواءٍ ففي 3 شباط/فبراير تظاهرَ مئات من السوريين تحت شعار «لا يوجد مكان لتنظيم القاعدة في سوريا» في بلدات الأتارب، أعزاز ومعرة النعمان احتجاجًا على تدخل الهيئة في أمور الثورة. ردًا على ذلك؛ وعلى غرار ما فعلهُ النظام السوري عام 2011 فرضت الهيئة حظرًا على الاحتجاجات في المناطق المعنيّة بما في ذلك الدانا، الأتارب وخان شيخون. وبنفس أسلوب النظام السوري مُجددًا؛ نظمت هيئة تحرير الشام احتجاجات موالية لها رُفعت فيها صور زعيمها أبو جابر الشيخ وذلكَ في الثالث من شباط/فبراير عام 2017. حسب بعض المصادر؛ فقد خدعَ عبد الله المحيسني المُشاركين في التظاهرة من خلال وعود كاذبة وعدَ بها المشردين والفقراء مثلَ توزيع دراجات نارية وثلاجات لكل من شارك في التظاهرة.
في اليوم الموالي؛ شنّت الولايات المتحدة ضربة جويّة في منطقة تابعة للهيئة مما تسبب في مقتل أبو هاني المصري الذي كان جزءًا من حركة أحرار الشام في وقت وفاته. في نفس اليوم؛ انتقدَ القيادي في هيئة تحرير الشام منصور العلياني باقي الجماعات الأخرى بسبب رفضهم الانضمام للهيئة وأكّد على ضرورة انضمام كل جماعة تُقاتلُ من أجل الإسلام بغض النظر عن التسميات. في خطابهِ في التاسع من شباط/فبراير أكّد أبو جابر على أنّ مجموعته هي «كيان مستقل» ثم أشادَ بالجهاديين وتطرق لموضوع اضطهاد المسلمين الشيعة.
في 12 شباط/فبراير؛ بدأت غرفة عمليات البنيان المرصوص والتي هي جزء من هيئة تحرير الشام هجومًا على الجيش السوري في درعا. بدأَ الهُجوم من خلال عمليتين انتحاريتين بسياراتين مفخختين. اندلعت اشتباكات في اليومِ الموالي ببن جماعات مُتحالفة معَ هيئة تحرير الشام وجند الأقصى في شمال حماة وجنوب إدلب. في 15 شباط/فبراير؛ نشرت جماعة أحرار الشام إنفوغرافيك مؤكدة فيه على أنّ 955 فقط من مُقاتليها قد انشقوا عنها لصالح هيئة تحرير الشام. انتشرت كذلكَ بعضُ التقارير التي تفيد بأن حركة أحرار الشام، فيلق الشام، جيش العزة، وحزب تركستان الإسلامي في سوريا قد يندمجون عمّا قريب مشكلين بذلك جبهة تحرير سوريا.
في 19 شباط/فبراير؛ قبضت الهيئة على أنس إبراهيم قائد الجيش السوري الحر في الأتارب وذلك بتُهمة التشجيع على الاحتجاجات ضدّ الهيئة في المدينة. في 22 شباط/فبراير ذكرت المتحدثة باسم وزارة الخارجية ماريا زاخاروفا أن روسيا تخشى إعلان هيئة تحرير الشام لإمارة إسلامية جديدة في شمال غرب سوريا في غضون شهر وذلك تيمنًا بما فعتلهُ داعش في مدينة الرقة. في نفس اليوم؛ ذكرَ مركز مكافحة الإرهاب أن مقاتلين من حركة فتح الشام قد انضموا للهيئة بسبب الخوف من العزلة خاصّة بعد الاشتباكات الأخيرة في محافظة إدلب.
في 22 شباط/فبراير؛ انسحبَ 2100 مُقاتلًا من لواء الأقصى في خان شيخون مع تقارير غير مؤكدة في وسائل الإعلام الموالية للحكومة التي تُفيد بانضمامهم لداعش في محافظة الرقة وذلك بسببِ رفضهم التعامل مع هيئة تحرير الشام أو حتّى حزب تركستان الإسلامي. في الوقت ذاته؛ أعلنت هيئة تحرير الشام إنهاء لواء الأقصى كما توعدت بالقضاء على كلا خلاياه المتبقية. بعدَ ذلك بأربعة أيّام؛ ففي 26 شباط/فبراير ضربت غارة جويّة أمريكية محافظة إدلب فتسببت في قتل أبو الخير المصري الذي كانَ نائب زعيم تنظيم القاعدة. في أوائل آذار/مارس 2017؛ دعمَ السكان المحليين في محافظة إدلب الجيش السوري الحر وطالبوه بتفادي التعاون مع هيئة تحرير الشام لأنّ التحالفَ معها يُضر أكثر مما ينفع مؤكدين على أنّ جُلّ ما قامت به الهيئة هوَ خطف الناس وإنشاء نقاط تفتيش وترويع السكان.
في 16 آذار/مارس؛ ضربت غارة جوية أمريكية قرية الجينة جنوب غرب مدينة الأتارب مما تسبب في مقتل 29 على الأقل فيما أشارت تقارير أُخرى إلى أنّ عدد الضحايا الفعلي قد تجاوزَ الـ 50 منَ المدنيين. زعمت الولايات المتحدة أنّ الأشخاص المستهدفين هم من مسلحي القاعدة لكن المرصد السوري لحقوق الإنسان (ساهر) بناءًا على شهادة السكان المحليين أكّد على أنّ الضربة استهدفت مسجدًا مليئًا بالمصلين.
في صباح يوم 21 آذار/مارس (بالتوقيت المحلي) ووفقًا لنشطاء محليين فإنّ طائرة أمريكية بدون طيار قد أغارت على قرية نائية في محافظة إدلب فقتلت أبو إسلام المصري وهوَ قيادي رفيع المستوى في هيئة تحرير الشام. في نفس اليوم؛ شنّت الهيئة هجومَ حماة ضدّ قوات الحكومة السورية. بعدَ ذلك بثلاثة أيام؛ أوقف مُسلّحي الهيئة شاحنات تحملُ الطحين تابعة لهيئة الإغاثة الإنسانية عند نقطة تفتيش في مدخل سرمدا. كانت الشاحنات تتجهُ صوبَ مخبز في سراقب لكنّ استيلاء عناصر الهيئة عليها تسبب في قطع المعونة وبالتحديد الخبز عن 2000 أسرة في المِنطقة.
في 3 أيار/مايو؛ قبضت الهيئة على سهيل محمد حمود والمُلقب «بأبو بي جي إم-71 تاو» أحد قيادي الجيش السوري خلال غارة على منزله في إدلب. جديرٌ بالذكرِ هنا أنّ حمود كانَ قد نشر في وقتٍ سابق صورة له وهو يُدخن أمام لوحة تابعة للهيئة تحظر التدخين.
في 20 أيار/مايو؛ انضمّ فصيل أبو عمارة إلى تحرير الشام وبهذا زادَ نفوذهم في المِنطقة. ومع ذلك؛ فإن العمليات السرية التي تقودها وحدة أبو عمارة التي يقعُ مقرها في حلب بقيت مستقلة. بحلول 27 مايو اشتبكت سرايا أهل الشام مع الدولة الإسلامية في العراق والشام في غرب جبال القلمون بالقرب من عرسال ، على الحدود اللبنانية–السورية مما نجمَ عن ذلك مقتل 33 شخصًا من الطرفين. بعد ذلك بيومين فقط؛ قبضت تحرير الشام على الناشط المعارض وقائد الجيش السوري الحر عبد الباسط ساروت بعد اتهامه بالمشاركة في احتجاجات ضد الهيئة في معرة النعمان. أمّا في الثاني من حزيران/يونيو 2017 فقد انتشرت أخبار تُفيد بانضمام الهاربين من لواء الإسلام إلى تحرير الشام إلا أنّ قائد الوحدة قد نفى ذلك.
في 20 تموز/يوليو 2017؛ أعلنت حركة نور الدين الزنكي بقيادة الشيخ توفيق شهاب انسحابها من هيئة تحرير الشام وسط اندلاع اشتباكات بين الهيئة ومجموعة أحرار الشام. بعدَ ذلك بثلاثة أيام فقط؛ طردت الهيئة بقايا عناصر أحرار الشام من إدلب واستولوا على المدينة بأكملها، فضلا عن 60% من محافظة إدلب.
في 18 آب / أغسطس عام 2017؛ قبضت تحرير الشام على ثمانية من مقاتلي المعارضة من بلدة مضايا بعد اتهامهم بالخيانة خلال اتفاق وقف إطلاق النار. أمّا في الأول من تشرين الأول/أكتوبر 2017؛ أعلنت كتائب ابن تيمية التي تتخدُ من دارة عزة مقرًا لها انشقاقها عن هيئة تحرير الشام بعدما كان قد انضمت لها في وقتٍ سابق. في تشرين الثاني/نوفمبر 2017؛ اندلعت اشتباكات عنيفة بين حركة نور الدين الزنكي وبين تحرير الشام في شمال إدلب وريف حلب الغربي وخاصة في المنطقة الواقعة بين أطمه وخان العسل.

### الهجمات
في 25 شباط/فبراير عام 2017؛ هاجمَ خمس انتحاريين من هيئة تحرير الشام مقر المخابرات الحربية السورية في حمص مما أدّى إلى مقتل العشرات من قوات الأمن بما في ذلك رئيس الأمن العسكري في حمص. نُشرت صور المهاجمين على موقع تويتر، وكاننَ أحد المهاجمين هوَ صافي قطيني المُلقب بأبو هريرة وذلك حسبَ ما جاء في وسائل التواصل الاجتماعي. تسبب الهجومُ كذلك في مقتل إبراهيم درويش عميد أمن الدولة في المدينة. جديرٌ بالذكرِ هنا أنّ الصحفي موسى العمر كانَ قد نشرَ صور الضباط والجنود الذين قتلوا خلال العملية. بشكلٍ عام؛ ذكرَ المركز الإعلامي الحربي أنّ عدد المهاجمين ستة فيما بلغَ عدد القتلى ثلاثين. بحلول 24 شباط/فبراير وحسبَ ما جاء في تقريرٍ للصحفي موسى الذي واكب الحدث فإنّ عدد القتلى قد استقرَ في خمسة وثلاثين. عادت هيئة تحرير الشام لتضربَ من جديد ففي 11 آذار/مارس 2017 نفذت الهيئة تفجيرًا في باب الصغير في منطقة دمشق القديمة مما أسفر عن مقتل 76 شخص وجُرح 120 آخرين.

### 2018
بحلول شباط/فبراير من عام 2018؛ وُجهت أصابعُ الاتهام نحوَ هيئة تحرير الشام في عمليّة اغتيال فايز المدني مندوب المعارضة للتفاوض مع الحكومة حولَ إيصال الكهرباء في شمال محافظة حمص وفي مدينة الرستن. في السياق ذاته؛ ضغطت بعضُ الأولوية المحسوبة على الجيش السوري الحر من أجلِ كسر نفوذ الهيئة في المِنطقة والحد من تصرفاتها. حصلت مظاهرات كبيرة ضدّ الهيئة في 13 شباط/فبراير وفي استجابةٍ منها انسحبت الهيئة من الرستن وسلمت مقرها في المدينة إلى الجيش الحُر. بالرغم من ذلك؛ فقد تشكّل فصيل منشقٌ سابقٌ عن الهيئة في أواخر في شباط/فبراير 2018 ثم عمل على اتخاد تنظيم حراس الدين اسمًا له.

## جهاز الأمن العام
هو جهاز استخبارات مركزي منبثق عن هيئة تحرير الشام تأسس في العاشر من حزيران عام 2020م، مهمته مكافحة الجريمة وحفظ الأمن والاستقرار في إدلب التي يبلغ عدد سكانها أكثر من ثلاثة ملايين نسمة، أُعلن عن تأسيس جهاز الأمن العام من خلال فيديو دعائي مطول ظهر فيه المتحدث الرسمي باسم الجهاز ضياء الدين عمر الذي عرّف مهام الجهاز، وقال: "إن الجهاز مؤسسة أمنية منظمة تعمل على ملاحقة العملاء والمجرمين وتتركز مهامها في حفظ أمن الفرد والمجتمع بمؤسساته وفصائله ودورة حياته اليومية، يخضع لرقابة شرعية تضبط سير الأحكام القضائية وفق آلية محددة"، يؤكد ضياء الدين عمر أن الجهاز مستقل ولا يتبع لأي فصيل عسكري إلا أن الانطباع العام السائد عن هذه المؤسسات والشرائح لا يترك مجالاً للشك أن جهاز الأمن العام منبثق عن الجهاز الأمني في هيئة تحرير الشام.
أقسام جهاز الأمن العام:
- قسم الأمن الداخلي
- مكتب معلومات المنطقة
- مراكز المراقبة ومتابعة الحركة اليومية
- شعبة جمع المعلومات والاتصالات
- مكتب الادّعاء
- وحدات خاصة[94]

نجح جهاز الأمن العام بفرض الأمن والاستقرار إلى حد ما في مناطق سيطرة هيئة تحرير الشام وأبرزها إدلب بعد التفلت الأمني الذي استمر فترة طويلة من الزمن في المنطقة، عبر ملاحقة الخلايا التابعة لـ داعش والقوات المسلحة السورية وحزب العمال الكردستاني (PKK) وهو ما أكده المتحدث الرسمي باسم الجهاز ضياء الدين عمر في الفيديو الدعائي، وقال فيه:"نحن نخوض حرباً ضد عدو زئبقي، كعملاء الأسد وخلايا الـ PKK والخوارج (يقصد تنظيم داعش) وعصابات الجريمة المنظمة"، ويشار إلى أن عدد العمليات التي نفذها الجهاز منذ تأسيسه بلغت أكثر من 40 عملية. ركّز الفيديو الدعائي على أن القسم المختص بعد أن يجري تحقيقات مع المتهم، يحوّله إلى الادّعاء للنظر في نتائج التحقيقات، والأخير يقرر إطلاق سراحه أو تحويل القضية والمتهم للمحاكمة، وأشار إلى أن الأحكام التي تصل إلى القتل تحوَّل إلى لجنة قضائية عليا تسمى لجنة التصديق، وذلك للمصادقة على الحكم، وبعدها يصبح نافذاً أو تُعاد القضية للتوسع والدراسة إلا أن مدير الشبكة السورية لحقوق الإنسان فضل عبد الغني قال: «إن المحاكم تابعة لـ هيئة تحرير الشام، وتحكم بقوانين وضعتها الهيئة ويضيف أن هذه القوانين موضوعة حسب تفسير أيديولوجي من وجهة نظر الهيئة ولا يتم الحكم بنصوص قانونية حضارية عصرية، وفي نهاية الأمر هي مثل محاكم النظام السوري ليست مستقلة وتُؤمر من السلطة التابعة لها».

## العصائب الحمراء
تمثّل قوات العصائب الحمراء أقوى تشكيل عسكري داخل هيئة تحرير الشام وإحدى أهم قوات النخبة فيها، إذ تسند إليها المهام العسكرية الصعبة والأكثر خطورة، تتلقى العصائب الحمراء تدريبات عالية المستوى وتزوّد بأسلحة نوعية عند دخول المعارك، وحرصت مؤسسة أمجاد للإنتاج المرئي والتي تعد الذراع الإعلامي لـ هيئة تحرير الشام على إظهار قوة العصائب الحمراء وجهوزيتها، وقد ظهر فيديو لعناصر منها تبايع على الموت في معارك حلب قبيل شن هجوم على جمعية الزهراء بحضور القائد العام للهيئة أبو محمد الجولاني، الذي ظهر معها واضعًا على رأسه شارتها الحمراء.

## الأيديولوجية
يعتنقُ أبو جابر وهو أحد قادة هيئة تحرير الشام السلفية الجهادية وقد تسبّبَ هذا له في اعتقالهِ عدة مرات من قبل الحكومة السورية. كان أبو جابر مسجونًا في سجن صيدنايا في عام 2005 ثم أُ، لقَ سراحه عام 2011 حينما صدر أمر بإطلاق المساجين السياسيين كخطة من الرئيس الأسد من أجل مواجهة الثورة الشعبية التي هبّت ضده. حينَها شكّل أبو جابر جماعة سلفية جهادية من أجل الانخراط في الثورة السورية. يُؤمن أبو بالجهاد الشعبي وقد حاولَ مِرارًا وتِكرارًا كسب قلوب وعقول الناس بهدفِ إعادة الجهاد إلى سوريا وذلكَ بعد حصوله على ما يكفي من الدعم الشعبي لكنّهُ فشل في ذلك. كان هذا مُعتقد قيادي في الجماعة وهو في الغالب نفس فكر الهيئة ونفس فِكر من فيها. أمّا بالنسبة للمحللين؛ فإنّ العديد منهم يرونَ أنّ الهيئة لا زالت تعملُ بفكر وأيديولوجيّة جبهة النصرة التي كانت جُزءًا من تنظيم القاعدة. وهذا ما أكّدهُ المراسل السوري عبد الله سليمان علي الذي أكّد على أن مقاتلي جبهة فتح الشام المُنحلّة لا زالت لهم علاقات متطورة معَ تنظيم القاعدة وقد أثروا بشكل أو بآخر على المجموعة الجديدة. على الطرف الآخر؛ يرى الدبلوماسون الرّوس والكرملين أنّ هيئة تحرير الشام هي جبهة النصرة باسم مُختلف ويُؤكد الكرملين أيضًا على أنّ هدفَ الهيئة هوَ تحويل سوريا إلى إمارة إسلامية على غرار ما كان ينوي فعلهُ تنظيم الدولة الإسلامية (داعش). في مركز مكافحة الإرهاب –وكما ذُكر سابقًا– فإنه وعلى الرغم من مجموعة من التصريحات العلنية التي أدلى بها بعض كبار شخصيات وقادة هيئة تحرير الشام إلا أنّ الفريق لا يزال إلى حد كبير ينحازُ لتنظيم القاعدة. في السياق ذاته؛ وحسب ما يراهُ الباحث اللبناني محمد علوش فإنّ الهدف من تشكيل هيئة تحرير الشام هو توحيد جميع المجموعات مع تنظيم القاعدة المتطرف تحت راية واحدة والحصول بذلك على الدعم والأسلحة وما إلى ذلك. في تموز/يوليو 2017؛ نشر موقع موالي للحكومة السوريّة على النت صورة عبارة عن إنفوغرافيك لإظهار وإبراز أهداف الجماعة وهذه بعضها:
- رفض العلمانية والديمقراطية
- إنشاء دولة إسلامية
- حكم علماء الإسلام على أساس الشريعة
- رفض التقارب السياسي مع النظام الإجرامي (أي الحكومة السورية).[98]

### الرأي العام
أجرى مركز البحوث في جامعة لورانس استطلاعًا للرأي على 4,858 من سُكّان سوريا بين 10 تموز/يوليو و28 تموز/يوليو 2017. أظهرت النتائج أنّ 77% من الذين شملهم الاستطلاع لا يتفقونَ مع فكر هيئة تحرير الشام وغيرها من الجماعات السلفية المُكدّسة في إدلب كما رفضَ 73% منهم إشراف هذه الجماعة على المجالس المحلية في إدلب فيما وافقَ 66% منهم على أنّ الهيئة هي جزء من تنظيم القاعدة في سوريا أمّا 63% منهم فيرونَ أن هيمنة الهيئة في إدلب سوف يؤدي إلى معركة تورا بورا لا مُحالة. جديرٌ بالذكرِ هنا أنّ 100% ممن شملهم الاستطلاع يرونَ أن هيئةَ تحريرِ الشام تتعارضُ مع أهداف المعارضة السورية على الرغم من أن الثنائي يشتركان في نقطة مواجهة النظام الأسدي. ومن أجل التدقيق؛ فإنّ 51% منهم يعتبرون أنّ الهيئة تتعارضُ معَ المعارضة السورية منذ نشأتها فيما يرى 42% أن الهيئة كانت تتسقُ مع المعارضة ولكنها لم تعد ذلك أمّا 7% فيعتبرونَ الهيئة مدعومة من بعض الدول من أجلِ تحطيم الثورة السورية من خلال عمل الثورة المضادة.

## الانتهاكات
وثقت الشبكة السورية لحقوق الإنسان الانتهاكات التي ارتكبتها هيئة تحرير الشام منذ تأسيس جبهة النصرة حتى نهاية عام 2021، وقالت الشبكة في تقرير نشرته عبر موقعها الإلكتروني أن انتهاكات الهيئة تتركز بشكل رئيس في مراكز الاحتجاز التابعة لها في شمال غرب سوريا والتي بلغ عددها 46 مركز دائم يستخدم فيها 22 أسلوب تعذيب، وجاء في التقرير:
- مقتل 505 مدنياً على يد الهيئة بينهم 71 طفلاً و77 سيدة، و28 بسبب التعذيب
- ما لا يقل عن 2327 شخصاً بينهم 43 طفلاً و44 سيدة لا يزالون قيد الاحتجاز التعسفي أو الاختفاء القسري في سجون الهيئة.

اعتقلت هيئة تحرير الشام الصحفي الأمريكي بلال عبد الكريم حوالي 6 أشهر وأفرجت عنه في 17 فبراير 2021 وانتشرت صورة له على مواقع التواصل بعد الإفراج عنه يظهر فيها نحيل الجسم شاحب الوجه، وبدأ الصحفي في وقت لاحق بنشر سلسلة فيديوهات توضيحية تظهر أساليب التعذيب في سجون هيئة تحرير الشام على قناته في يوتيوب «أخبار على أرض الواقع».

## المنضمون
أعلنت فصائل وشخصيات أخرى انضمامها للهيئة بعد تشكيلها تباعًا في الأيام اللاحقة وهي:

### فصائل
- أغلب مسلحي لواء التمكين
- كتائب الصحابة
- سرية الأقصى
- كتيبة الرشيد
- كتيبة صقور العز
- كتيبة قوافل الشهداء
- عشيرة البو صعب فرع البو شعبان
- كتيبة أسود الرحمن
- جماعة فرسان السنة
- كتيبة طالبان
- جماعة آساد الخلافة
- كتيبة فرسان الشام
- كتيبة حذيفة بن اليمان
- كتيبة محمد العصفورة
- كتيبة رياح الجنة
- لواء القادسية
- مجاهدو ياقد العدس
- مجاهدو حريتان
- كتيبة مجاهدي الشمال (حيان -عنجارة)
- كتيبة التوحيد والجهاد
- كتيبة المهاجرون الأوزبك
- كتيبة أحفاد بني أمية
- كتيبة أنصار بانياس
- كتيبة راية الإسلام
- كتيبة الشهيد عبد السلام
- كتيبة مجاهدو أشداء
- كتيبة عبد الله بن عباس
- كتيبة المقداد بن عمرو
- كتيبة الشيلكا
- كتيبة آساد التوحيد
- كتيبة أبو جاسم
- تجمع أحفاد علي (5 كتائب)
- تجمع الحسين (4 كتائب)
- كتيبة الشهيد بإذن الله فراس أبو أيمن
- كتيبة الشهيد بإذن الله محمد ياسين نجار
- كتيبة شهداء الوسطاني
- لواء أحرار الجبل الوسطاني وأنصار حمص
- سرية الحمزة
- سرية أسامة بن زيد التابعة للمكتب العسكري قطاع الساحل
- كتيبة أحرار حيان
- كتيبة أسود الجبل التابعة إلى لواء أنصار الساحل
- كتيبة فرسان الخلافة العاملة في ريف حلب الشمالي

### شخصيات
- أبو جابر الشيخ: المسؤول العام السابق لحركة أحرار الشام[107]
- أبو محمد الصادق: المسؤول الشرعي العام السابق لحركة أحرار الشام
- أبو الحارث المصري
- أبو يوسف الحموي
- عبد الله المحيسني
- أبو الطاهر الحموي
- مصلح العلياني
- أبو اليقظان المصري: شرعي في أحرار الشام
- المصري أبو الفتح الفرغلي: مسؤول الدراسات السابق في حركة أحرار الشام
- أبو العبد أشداء: قائد جماعة مجاهدو أشداء وظهر اسمه ابان معارك احياء حلب الشرقية كقائد للفصائل المحاصرة
- أبو صالح الطحان: القائد العسكري السابق في أحرار الشام
- أبو يوسف المهاجر: الناطق العسكري باسم أحرار الشام
- طلحة أبو شعيب: شرعي سابق في أحرار الشام
- أبو حفص منبج: شرعي في أحرار الشام
- سراقة المكي
- أبو يحيى الشامي
- حمزة أبو حسين
- أبو البراء القحطاني
- أبو محمد النعماني
- أبو إسلام مدرعات: مسؤول عسكري في أحرار الشام
- ياسر أبو علي فليس
- أبو حمزة المصري
- أبو هاشم: مسؤول فرع العمليات السابق لحركة أحرار الشام
- أبو اليزيد تفتناز: المسؤول الاعلامي للجناح العسكري في أحرار الشام
- إياد الشيخ محمود
- أبو إسماعيل: مسؤول التسليح السابق لأحرار الشام
- أبو الوليد الحنفي
- أبو البتار الجزراوي: من أحرار الشام
- سـآئح الجزراوي: انسحب من الهيئة عبد الرزاق المهدي

## العلاقات السياسية

### تنظيم القاعدة
عارضَ أيمن الظواهري تشكيل هيئة تحرير الشام من تنظيم القاعدة مشيرًا إلى أن ذلك تم دون موافقته. أدانَ قادةُ تنظيم القاعدة الجولاني وقانوا بينهُ وبينَ أبو بكر البغدادي خلالَ اشتباكات محافظة إدلب أكتوبر 2016 مع جماعات ثورية أخرى. ليس هذا فقط؛ بل وُصفَ الجولاني بأنه «انتِهازي» ومُجدر وكيلٍ للقوى الأجنبية.

### أحرار الشام
وفقا للباحث عبد الرزاق المهدي فإنّ أيديولوجيتها تتعارضُ مع تلك الخاصّة بهيئة تحرير الشام كما أشارَ لنقاط التعارض السياسية والاجتماعية بينَ المجموعتين. في شباط/فبراير 2018 اندمجت حركة أحرار الشام وحركة نور الدين الزنكي فشكلتا جبهة تحرير سوريا التي شنّت هجومًا ضدّ هيئة تحرير الشام من أجل الاستيلاء على عدة قرى ومدينة معرة النعمان.

## تعيينهت منظمة إرهابية ثم إزالتها
| البلد            | التاريخ           | المراجع         |
| الولايات المتحدة | 11 آذار/مارس 2017 | [ 111 ] [ 112 ] |
| كندا             | 23 أيار/مايو 2018 | [ 113 ]         |
| تركيا            | 31 أغسطس 2018     | [ 114 ]         |

في المنحى ذاته؛ أكّدت السفارة الأميركية في سوريا في مايو 2017 أنّ الهيئة باتت على لائحة المنظمات الارهابية منذ آذار/مارس 2017. أمّا سفير الولايات المتحدة في سوريا فقد قال: «حتى ولو اندمجت هيئة تحرير الشام مع أي مجموعة فستبقى جزءا من شبكة تنظيم القاعدة في سوريا.» ثمّ أضاف: «جوهر تصنيف هيئة تحرير الشام كمنظمة إرهابيّة هوَ جبهة النصرة الإرهابية أيضًا. ستبقى هذه المنظمة إرهابية بغض النظر عن الاسم الذي تستخدمهُ أو المجموعات التي تعملُ جاهدةً على الاندِماج معهم.» في حين اعتبرت كندا الهيئة المعنيّة كمنظمة إرهابية في 23 أيار/مايو 2018. أما تركيا فقد صنفتها كإرهابية كذلك في أواخر شهر آب/أغسطس.
وفي 13 مايو 2025، أعلن الرئيس الأمريكي دونالد ترمب نيته بإلغاء تصنيف هيئة تحرير الشام منظمةً إرهابية أجنبية بموجب قانون الهجرة والجنسية، وذلك تماشيًا مع إزالته العقوبات على سوريا. وأصبح هذا الإلغاء ساريًا اعتبارًا من 8 يوليو من السنة ذاتها.

## زعم الدعم الأجنبي
يتهمُ النظام القائم في إيران دولتي قطر والمملكة العربية السعودية بدعمِ هيئة تحرير الشام.